# Różnopazurkowce
Różnopazurkowce (Tarsonemidae) – rodzina roztoczy. Posiadają bruzdę między 2 a 3 parą odnóży. 3 pary nóg do przemieszczania (4 para – duże szczęki u samicy, długie nożyce u samca do przytrzymywania samicy). Barwa brunatna, ciało owalne, przypłaszczone – długość 0,18–0,28 mm. Brak stadiów nimfalnych. Ciepłolubne.

## Przykładowe gatunki
- Acarapis woodi – świdraczek pszczeli
- Phytonemus pallidus – roztocz truskawkowiec (roztocz cyklamenowy)